# Visions of Eden
Visions of Eden — одиннадцатый студийный альбом американской рок-группы Virgin Steele, вышедший в 2006 году.

## Список композиций
Все песни написаны Дэвидом ДеФейсом
| №                   | Название                               | Длительность |
| ------------------- | -------------------------------------- | ------------ |
| 1.                  | «Immortal I Stand (The Birth of Adam)» | 6:33         |
| 2.                  | «Adorned with the Rising Cobra»        | 9:40         |
| 3.                  | «The Ineffable Name»                   | 7:48         |
| 4.                  | «Black Light on Black»                 | 7:03         |
| 5.                  | «Bonedust»                             | 6:10         |
| 6.                  | «Angel of Death»                       | 8:37         |
| 7.                  | «God Above God»                        | 7:13         |
| 8.                  | «The Hidden God»                       | 6:51         |
| 9.                  | «Childslayer»                          | 5:22         |
| 10.                 | «When Dusk Fell»                       | 6:57         |
| 11.                 | «Visions of Eden»                      | 7:16         |
| Общая длительность: | Общая длительность:                    | 79:30        |

## Состав
- Дэвид ДеФейс - вокал, клавишные, оркестровка, эффекты, продюсер
- Эдвард Пурсино - гитара, бас
- Фрэнк Гилкрист - барабаны